# خاوی گارسیا (بازیکن فوتبال زاده ۱۹۷۷)
خاوی گارسیا (انگلیسی: Javi García؛ زادهٔ ۵ اکتبر ۱۹۷۷) بازیکن فوتبال اهل اسپانیا است.
از باشگاه‌هایی که در آن بازی کرده‌است می‌توان به باشگاه فوتبال رکریتیوو اوئلوا و باشگاه فوتبال گرانادا اشاره کرد.